# Четырех
Четырех — река в Красноярском крае России. Своё начало река берёт на горе Бырранга. Протекает через тундру и впадает в протоку Старица (Балика) реки Пясина близ Пясинского залива Карского моря. Длина реки — 128 км. Площадь водосборного бассейна — 1010 км².
Четырех замерзает в конце сентября — начале октября и остаётся подо льдом до июня. Раньше эта река была известна как Долгий Брод.